# Snoop Doggove nagrade i nominacije
Ovo je popis nagrada i nominacija repera, glumca i producenta Snoop Dogga. Njegova karijera započela je 1993. godine s debitantskim albumom Doggystyle. Prije Doggystylea je imao i demoalbum Over the Counter iz 1991. godine. Snoop je do danas objavio 11 studijskih albuma.
Snoop je osvojio 29 nagrada od 87 nominacija. Četrnaest puta je nominiran za nagradu Grammy za pjesme kao što su "Gin and Juice", "Beautiful", "Drop It Like It's Hot" i druge, ali ni jednu nije osvojio. Snoop je u SAD-u prodao 15 milijuna primjeraka albuma, a diljem svijeta preko 35 milijuna.

## American Awards
| Godina | Nominirano djelo | Nagrada                     | Rezultat |
| ------ | ---------------- | --------------------------- | -------- |
| 1995.  | On               | Favorite Rap/Hip-Hop Artist | Osvojio  |

## BET Awards
| Godina | Nominirano djelo                 | Nagrada                  | Rezultat  |
| ------ | -------------------------------- | ------------------------ | --------- |
| 2003.  | On                               | Best Male Hip-Hop Artist | Nominiran |
| 2003.  | "Beautiful" (zajedno s Pharrell) | Best Collaboration       | Osvojio   |
| 2005.  | On                               | Best Rap Artist          | Nominiran |
| 2005.  | "Drop It Like It's Hot"          | Best Collaboration       | Nominiran |
| 2005.  | "Drop It Like It's Hot"          | Video of the Year        | Nominiran |
| 2006.  | Boss'n Up                        | Best Hip-hop Movie       | Nominiran |
| 2008.  | "Sexual Eruption"                | Best Hip Hop Video       | Nominiran |

## Billboard Awards
| Godina | Nominirano djelo        | Nagrada                               | Rezultat  |
| ------ | ----------------------- | ------------------------------------- | --------- |
| 1994.  | On                      | Top R&B Album Artist - Male           | Osvojio   |
| 1994.  | On                      | Top R&B Album Artist                  | Osvojio   |
| 1994.  | On                      | Top Billboard 200 Album Artist - Male | Osvojio   |
| 2005.  | "Drop It Like It's Hot" | Rap song of the year                  | Nominiran |
| 2005.  | "Drop It Like It's Hot" | Hot Rap Track                         | Osvojio   |

## Grammy Awards
| Godina | Nominirano djelo                               | Nagrada                                | Rezultat  |
| ------ | ---------------------------------------------- | -------------------------------------- | --------- |
| 1995.  | "Nuthin' but a 'G' Thang" (zajedno s Dr. Dre)  | Best Rap Performance by a Duo or Group | Nominiran |
| 1996.  | "Gin and Juice"                                | Best Rap Solo Performance              | Nominiran |
| 1996.  | "What Would You Do" (zajedno s Tha Dogg Pound) | Best Rap Performance by a Duo or Group | Nominiran |
| 2000.  | "Still D.R.E." (zajedno s Dr. Dre)             | Best Rap Performance by a Duo or Group | Nominiran |
| 2001.  | "The Next Episode" (zajedno s Dr. Dre)         | Best Rap Performance by a Duo or Group | Nominiran |
| 2003.  | "Beautiful" (zajedno s Pharrell)               | Best Rap/Sung Collaboration            | Nominiran |
| 2003.  | "Beautiful" (zajedno s Pharrell)               | Best Rap Song                          | Nominiran |
| 2004.  | "Drop It Like It's Hot" (zajedno s Pharrell)   | Best Rap Performance by a Duo or Group | Nominiran |
| 2004.  | "Drop It Like It's Hot" (zajedno s Pharrell)   | Best Rap Song                          | Nominiran |
| 2006.  | "I Wanna Love You" (zajedno s Akon)            | Best Rap/Sung Collaboration            | Nominiran |
| 2009.  | "Sexual Eruption"                              | Best Rap Song                          | Nominiran |
| 2009.  | "Sexual Eruption"                              | Best Rap Solo Performance              | Nominiran |
| 2011.  | Teenage Dream (gost na albumu)                 | Album Of The Year                      | Nominiran |
| 2011.  | "California Gurls" (zajedno s Katy Perry)      | Best Pop Collaboration With Vocals     | Nominiran |

## MOBO Awards
| Godina | Nominirano djelo                             | Nagrada     | Rezultat  |
| ------ | -------------------------------------------- | ----------- | --------- |
| 2005.  | "Drop It Like It's Hot" (zajedno s Pharrell) | Best Single | Nominiran |
| 2005.  | "Drop It Like It's Hot"                      | Best video  | Osvojio   |

## Vanjske poveznice
- Snoop Doggove nagrade na IMDB-u